# Rawil Jakubow
Rawil Amirowicz Jakubow, ros. Равиль Амирович Якубов (ur. 26 lipca 1970 w Moskwie) – rosyjski hokeista, reprezentant Rosji, trener.

## Kariera zawodnicza
- MCOP Moskwa (1988-1989)
- Dinamo Moskwa (1989-1992)
- / Dinamo Moskwa (1990-1996)
- Saint John Flames (1996/1997)
- Fort Wayne Komets (1996/1997)
- Utah Grizzlies (1996/1997)
- Modo Hockey (1997-1998)
- Awangard Omsk (1998-2001)
  -  Awangard-WDW Omsk (1998/1999)
- Dinamo Moskwa (2001-2002)
- Awangard Omsk (2002-2003)
- Sibir Nowosybirsk (2003-2005)

Wychowanek Dinama Moskwa. Do 1996 występował w pierwszym zespole klubu, w tym dwa sezony 1994/1995 i 1995/1996 jako kapitan, a potem także w sezonie 2001/2002. W sezonie 1996/1997 przebywał w Ameryce Północnej, jednak występował tylko w zespołach z lig AHL i IHL, a nie zadebiutował NHL, pomimo że w 1992 był draftowany do tych rozgrywek. W sezonie 1996/1997 grał w szwedzkiej Elitserien. Potem wrócił do Rosji. Był też kapitanem Sibira w swoich dwóch ostatnich sezonach w karierze.
Uczestniczył w turnieju seniorskich mistrzostw świata edycji 1995.

## Kariera trenerska
- Dinamo Moskwa (2007-2010), asystent trenera
- Nieftiechimik Niżniekamsk (2011-2013), asystent trenera
- Witiaź Podolsk (2013-2015), asystent trenera
- Witiaź Podolsk (2015-2016), p.o. głównego trenera
- Witiaź Podolsk (2016-2017), asystent trenera
- CSKA Moskwa (2018-), asystent trenera

Po zakończeniu kariery podjął pracę trenerską. Pracował jako asystent w Dinamie Moskwa od grudnia 2007. Następnie od listopada 2011 jako starszy trener był asystentem trenera Władimira Gołubowicza w Nieftiechimiku Niżniekamsk. Od listopada 2013 do marca 2018 był w sztabie Witiazia Podolsk. W tym okresie, pod koniec listopada 2015 (po zwolnieniu Olega Oriechowskiego) został zwolniony, a został powołany na stanowisko p.o. głównego trenera Witiazia i pozostał na posadzie do końca sezonu KHL (2015/2016). W maju 2018 dołączył do sztabu trenerskiego CSKA Moskwa.

## Sukcesy
Zawodnicze klubowe
- Złoty medal mistrzostw ZSRR: 1991, 1992 z Dinamem Moskwa
- Złoty medal mistrzostw Rosji: 1993, 1995 z Dinamem Moskwa
- Puchar MHL: 1993, 1995, 1996 z Dinamem Moskwa
- Brązowy medal mistrzostw Rosji: 1996 z Dinamem Moskwa
- Trzecie miejsce w Pucharze Kontynentalnym: 1999 z Awangardem Omsk
- Srebrny medal mistrzostw Rosji: 2001 z Awangardem Omsk

Zawodnicze indywidualne
- Superliga rosyjska w hokeju na lodzie (1999/2000): 
  - Nagroda Najlepsza Trójka dla tercetu najskuteczniejszych strzelców ligi (oraz Maksim Suszynski i Dmitrij Zatonski) - łącznie 53 gole

Trenerskie klubowe
- Złoty medal mistrzostw Rosji: 2019, 2020, 2022 z CSKA Moskwa